# Leonhard Hunzdorfer
Leonhard Hunzdorfer († 6. Juni 1526 in Kremsmünster) war Benediktiner und Abt des Stiftes Kremsmünster von 1524 bis 1526.
Leonhard Hunzdorfer war ein frommer und schriftgelehrter Mann, der dem Kloster Kremsmünster nur eineinhalb Jahre lang vorstand. In dieser kurzen Zeit musste er jedoch viel Kummer ertragen. Kurz nach seinem Antritt im Jahre 1524 zeigten sich die ersten Folgen der Reformation sowie der Bauernaufstände in der Gegend von Freistadt, Wels und Steyr. In diesem Jahre 1525 nahm Leonhard Hunzdorfer neben Abt Leonhard Rosenberger von Wilhering, Veit von Zelking, Erasmus Paumkirch und den Deputierten von Linz und Steyr als Abgeordneter an der Versammlung der Stände der vereinigten österreichischen Provinzen in Wien teil. In die Amtszeit von Leonhard Hunzdorfer fällt auch das Ende der Gerichtsbarkeit des Stiftes Kremsmünster über die Pfarre Martinsberg. Er starb 1526 in Kremsmünster.